# يونيفرسال ستوديوز فلوريدا
يونيفرسال ستوديوز فلوريدا(بالإنجليزية: Universal Studios Florida)‏ هو منتزه يقع في أورلاندو بولاية فلوريدا. افتتح المنتزه في يوم 7 يونيو 1990 . يدور موضوع المنتزه حول صناعة الترفيه والأفلام والتلفزيون.يعتبر يونيفرسال ستوديوز فلوريدا من أهم مناطق التي يزورها السياح في مدينة أورلاندو.
في عام 2010 استقبلت الحديقة حوالي 5.9 مليون زائر.

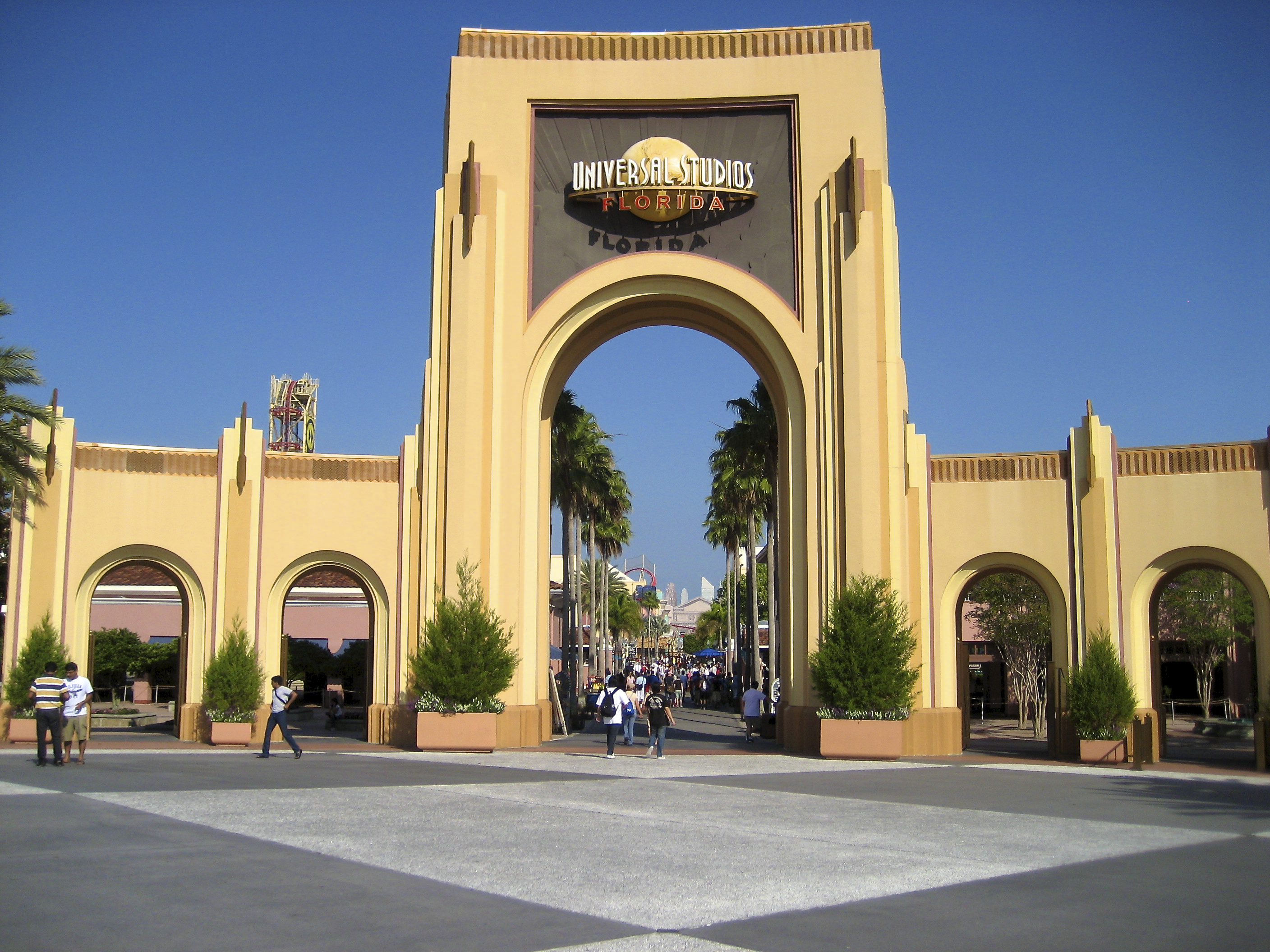
مدخل المنتزه

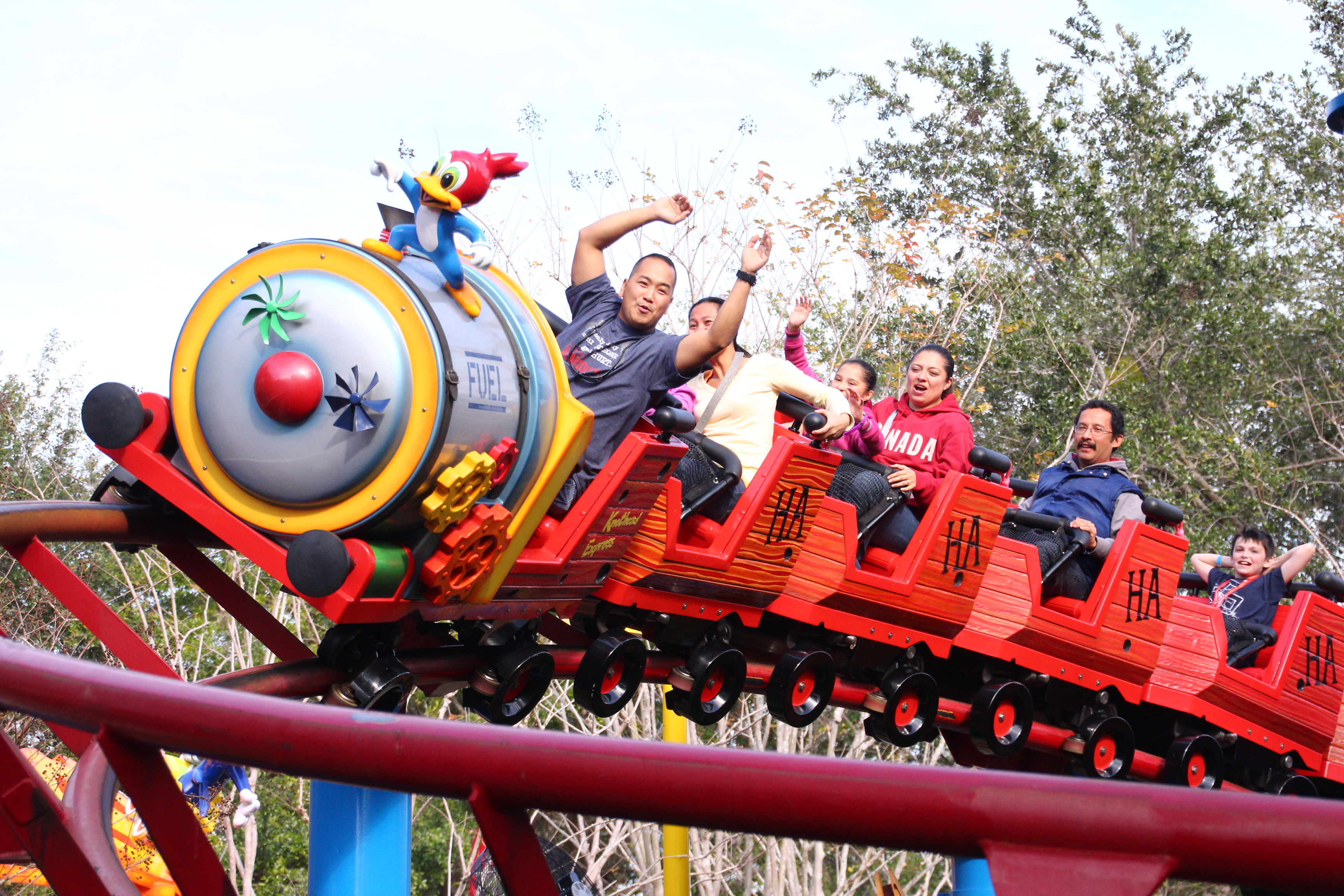
قطار نقار الخشب

## روابط خارجية
- يونيفرسال ستوديوز فلوريدا على موقع IMDb (الإنجليزية)

## الارتباطات الخارجية
- الموقع الرسمي
- عالمية استوديوهات فلوريدا مجموعة الإنتاج
- & id = 302046 «فلوريدا استوديوهات عالمية» في وسط فلوريدا أفضل الأعمال المكتب
- قالب:RCDB